# Станку, Захария
Захария Станку (рум. Zaharia Stancu; 7 октября 1902, Салчия, уезд Телеорман — 5 декабря 1974, Бухарест) — румынский прозаик и поэт. Герой Труда Социалистической Республики Румыния (1971).

## Биография
Родился в селе Салчия на юге Румынии. В 1921 году при содействии писателя Галы Галактиона стал журналистом. В 1932 году окончил философско-филологический факультет Бухарестского университета.
Первый сборник стихов «Простые песни» (Poeme simple), изданный в 1927 году, получил премию Общества румынских писателей (в 1949 году общество вошло в Союз писателей Румынии, Станку стал первым президентом Союза). Всего до 1944 года было опубликовано шесть сборников стихов. За антифашистскую деятельность заключён правительством Иона Антонеску в концлагерь в Тыргу-Жиу, освобождён в 1944 году.
В 1945 году вступил в Румынскую коммунистическую партию, в 1969 году вошёл в состав её ЦК. В 1946 году назначен директором Румынского национального театра, проработав в этой должности до 1952 года. В 1958—1968 годах — главный редактор «Газета литерарэ» (Gazeta Literară), в 1949—1956, 1966—1974 годах — президент Союза писателей Румынии. Академик Академии Социалистической Республики Румынии (1955).
В 1948 году вышел первый роман «Босой» (Desculț), переведённый на десятки языков (русский перевод 1957 года). После войны Станку писал преимущественно прозу — романы «Псы» (1952), «Безумный лес» (1963), «Как я тебя любил» (1968), «Ветер и дождь» (1969), роман-эпопея «Горькие корни» (т. 1—5, 1958—1959), очерки «Путевые заметки» (1950), «Впечатления об СССР» (1950).

## Награды
- Герой Труда Социалистической Республики Румыния (1971)[1].
- Орден Труда I степени (1957)[2].
- Орден Звезды Народной Республики Румыния I степени (1962)[3].
- Орден Звезды Народной Республики Румыния III степени (1959)[4].
- Орден «Победа социализма» (1972)[5].
- Орден «За заслуги перед культурой»[рум.] I степени (1966)[6].
- Кавалерский крест Румынского ордена «За заслуги перед культурой»[рум.] 1 класса (1947).
- Государственная премия СРР (1954).
- Премия Гердера (1971).